# ماورای سکوت
ماورای سکوت (به انگلیسی: Out of Silence) سومین آلبوم استودیویی یانی است که توسط شرکت پرایوت میوزیک در ۱۹۸۷ منتشر شده‌‌است. جان تش و جیوانا جویس ایمبسی نوازندگان کیبورد و چارلی آدامز نوازنده درامز بوده‌اند.

## نوازندگان
- جیوانا جویس ایمبسی (درام)
- جان تش (ساز کلیدی)
- برادلی جوزف (ساز کلیدی)